# Le Poët-Laval
Le Poët-Laval é uma comuna francesa na região administrativa de Auvérnia-Ródano-Alpes, no departamento de Drôme. Estende-se por uma área de 31,22 km². Em 2010 a comuna tinha 980 habitantes (densidade: 31,4 hab./km²).
Pertence à rede das As mais belas aldeias de França.